# 黄龙云
黄龙云（1951年11月—），男，广东梅县人，中华人民共和国政治人物。广州钢铁厂职工大学企业管理工程专业毕业，中山大学管理学院企业管理专业在职研究生学历，经济学硕士学位。

## 生平
1968年2月参加工作，1970年5月加入中国共产党。
1968年，任解放军0779部队战士、副班长、班长。1973年，进入广州钢铁厂，任第二炼钢车间工人。1974年，任车间副主任、党总支副书记（其间：1981年7月至1984年8月，在广州钢铁厂职工大学企业管理工程专业学习）。1985年，任厂长助理、党委副书记、纪委书记。1989年，任广州钢铁厂党委书记。
1991年，任广州市委企业工委书记。1992年，任广州市总工会主席。1993年，任中共广州市委常委，市经济技术开发区党委书记、管委会主任（1990年9月至1993年12月，在中山大学管理学院企业管理专业在职研究生班学习，获经济学硕士学位）。1995年，中共珠海市委副书记、珠海市人民政府代市长、市长。1998年10月，任中共珠海市委书记。2000年，任中共广东省委常委、珠海市委书记。2002年，任中共广东省委常委、佛山市委书记。2007年，任中共广东省委常委、广东省人民政府常务副省长。2010年，当选为广东省政协主席。2013年1月31日，当选广东省人大常委会主任。2017年1月22日，不再擔任廣東省人大常委會主任。2017年2月24日，出任全国人大华侨委员会副主任委员。2018年2月24日，当选为第十三届全国人大代表。